# Zarqaraneus hudae
Zarqaraneus
Genre
Espèce
Zarqaraneus hudae, unique représentant du genre Zarqaraneus, est une espèce fossile d'araignées aranéomorphes de la famille des Zarqaraneidae.

## Distribution
Cette espèce a été découverte dans de l'ambre de Jordanie. Elle date du Crétacé.

## Description
Le mâle holotype mesure 3,0 mm.

## Étymologie
Cette espèce est nommée en l'honneur de Huda Kaddumi, la fille de Hani Faig Kaddumi.

## Publication originale
- Wunderlich, 2008 : The dominance of ancient spider families of the Araneae: Haplogyne in the Cretaceous, and the late diversification of advanced ecribellate spiders of the Entelegynae after the Cretaceous–Tertiary boundary extinction events, with descriptions of new families. Beiträge zur Araneologie, vol. 5, p. 524–675 (en).

## Liste des genres de la famille Zarqaraneidae
Selon The World Spider Catalog 19.5 :
- † Alteraraneus Wunderlich, 2018
- † Burmaforceps Wunderlich, 2018
- † Converszarqaraneus Wunderlich, 2018
- † Cornicaraneus Wunderlich, 2018
- † Crassitibia Wunderlich, 2015
- † Curvitibia Wunderlich, 2015
- † Groehnianus Wunderlich, 2015
- † Hypotheridiosoma Wunderlich, 2012
- † Microproxiaraneus Wunderlich, 2018
- † Parvispina Wunderlich, 2015
- † Paurospina Wunderlich, 2018
- † Proxiaraneus Wunderlich, 2018
- † Ramozarqaraneus Wunderlich, 2018
- † Spinicymbium Wunderlich, 2018
- † Zarqaraneus Wunderlich, 2008